# Sant Antoni de Pàdua (Gregorio Fernández)
Sant Antoni de Pàdua és una escultura de Gregorio Fernández que actualment forma part de la col·lecció permanent del Museu Frederic Marès.

## Descripció
Un dels artistes més excepcionals del barroc espanyol és Gregorio Fernández. Va viure i va treballar gairebé permanentment a Valladolid, on va dirigir un taller força actiu en el qual van treballar un gran nombre de col·laboradors. Mort el 1636, la seva influència es va mantenir en l'escultura espanyola al llarg del segle xvii, i els seus models van ser repetits pels seus deixebles i col·laboradors.
A aquest artista i al seu taller se li poden atribuir aquests fragments escultòrics: el cap, les mans i els peus, dues figures de nen i un llibre. Gràcies a una fotografia antiga es coneix que tots aquests fragments van pertànyer a una imatge vestida de sant Antoni de Pàdua. El cap està modelat de manera naturalista, i les faccions són robustes. La mirada baixa per contemplar el Nen que sostenia en els braços, el qual es correspon amb la figura que estén el seu braç esquerre.
L'altre nen va ser un àngel situat als seus peus i que duia a la mà esquerra el llibre en el qual es llegeix un text de l'ofici litúrgic de la seva festivitat. Els tres rostres tenen els ulls de vidre i els seus cabells estan tractats amb flocs profunds. Mans i peus van completar la figura principal. Gregorio Fernández és també autor d'un altre sant Antoni vestit: el que va realitzar per a l'església de San Miguel de Valladolid. Es diferencia del que hi ha al Marès pel fet que també té esculpit el cos nu del sant.

## Estil
De l'estil de Fernández destaca el realisme de les figures i el modelat naturalista dels rostres, que fan que semblin personatges vius. Però allò que és més destacable és l'espiritualitat i la vida interior que transmeten. L'artista va crear diversos tipus iconogràfics molt sol·licitats pels seus clients, així com monumentals passos processionals.
Aquesta obra, la procedència original de la qual es desconeix, va ser conservada en mans de particulars durant molt de temps sense perdre la seva funció devocional, fins que va ingressar en el museu.